# Epte
Epte – rzeka płynąca w północnej Francji, w regionie Normandia. Długa na 113 km, jest prawym dopływem Sekwany. Ma źródło w Sekwanie Nadmorskiej w regionie Pays de Bray, w okolicy Forges-les-Eaux a uchodzi do Sekwany w okolicy Giverny.
W 911 Traktat z Saint-Clair-sur-Epte ustanowił rzekę historyczną granicą Normandii i Île-de-France.

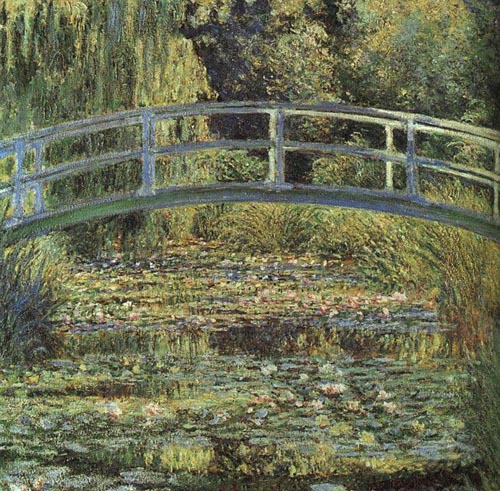
Most Japoński – jeden z obrazów Moneta z Giverny

Claude Monet mieszkał w Giverny w okolicy rzeki przez ponad czterdzieści. Dzięki wydzieleniu odnogi Epte założył słynny wodny ogród z liliami wodnymi i mostkiem w stylu japońskim. Ogród i Epte pojawiają się w kilku pracach artysty.